# Столетник
Столетник, още агаве (Agave), е род многогодишни растения от семейство Агавови.

## Описание
Освен чисто зеления вид има сортове с жълти или кремавобели ивици, или такива ленти по ръба на листата. До появата на 8-метровото съцветие минават 30 – 40 години, след което цъфналата за първи път розетка изсъхва, като междувременно си е осигурило богато потомство. Листата му са месести и сочни, като към края се заострят като игли. На цвят са светлозелени с жълти ивици по края и червени върхове.

## Местообитание
Вирее в тропиците, субтропиците и Средиземноморието. Родината на столетника е Мексико, но има местни видове в южната и западната част на САЩ и централната и тропическа Южна Америка.

## Размножаване
Размножава се чрез семена и чрез малки коренови издънки. Издънките се изрязват и оставят да позасъхне отрязъка им, след което се засаждат в песъчлива почва.

## Отглеждане
Агаве като земеделска култура с икономическо значение се отглежда в 8 страни по света, основно в Централна и Южна Америка, както и в Карибския басейн. Общото годишно производство за 2021 г. по данни на ФАО е 40 742,56 тона. Водещ производител е Колумбия. Произведената продукция се преработва директно в страните производителки и не се търгува като непреработена суровина.
| № | Държава                    | Количество | %     |
| - | -------------------------- | ---------- | ----- |
| 1 | Колумбия                   | 15 167,17  | 37,23 |
| 2 | Мексико                    | 6 258,71   | 15,36 |
| 3 | Никарагуа                  | 5 596,14   | 13,74 |
| 4 | Еквадор                    | 4 435,12   | 10,89 |
| 5 | Филипини                   | 3 990,11   | 9,79  |
| 6 | Куба                       | 3 612,97   | 8,87  |
| 7 | Салвадор                   | 1 562,79   | 3,84  |
| 8 | Гватемала                  | 119,55     | 0,28  |
|   | Общо световно производство | 40 742,56  | 100   |

## Видове
Традиционно е прието, че рода се състои от 166 вида, но днес по-често към него се причисляват 208 вида.

### A
- Agave acicularis Trel. – Куба
- Agave acklinicola Trel. – Бахамски острови
- Agave × ajoensis W.C.Hodgs. – Пима (САЩ) в Аризона = A. deserti var. simplex × A. schottii var. schottii
- Agave aktites Gentry – Мексико (Синалоа (Мексико), Сонора)
- Agave albescens Trel. – Куба
- Agave albomarginata Gentry – североизточно Мексико
- Agave albopilosa I.Cabral – Мексико (Нуево Леон)
- Agave americana L. – Американско агаве, Американски Столетник, Столетник, Maguey americano – Аризона, Тексас (САЩ), Мексико; натурализирано в parts of Africa, Евразия, Австралия, Северна Америка множество острови
- Agave angustiarum Trel. – Мексико
- Agave angustifolia Haw. – Мексико, Централна Америка; натурализирано в Испания, Южна Африка, Индийския субконтинент и множество острови
- Agave anomala Trel. – Бахамски острови, Куба
- Agave antillarum Descourt. – Куба, Испаньола
- Agave applanata Lem. ex Jacobi – Мексико
- Agave arcedianoensis Cházaro – Мексико (Халиско)
- Agave × arizonica Gentry & J.H.Weber = A. chrysantha × A. toumeyana var. bella – Аризона
- Agave arubensis Hummelinck – Аруба
- Agave asperrima Jacobi – Maguey spero, Rough Столетник – Тексас, Коауила, Дуранго, Сакатекас (Мексико)
- Agave atrovirens Karw. ex Salm-Dyck – Оахака (Мексико), Пуебла (Мексико), Веракрус (Мексико)
- Agave attenuata Salm-Dyck – Драконово дърво агаве, Лебедова шия, Лисича опашка – Мексико; натурализирано в Североизточна Австралия
- Agave aurea Brandegee – Южна Долна Калифорния
- Agave avellanidens Trel. – Долна Калифорния

### B
- Agave bahamana Trel. – Бахамските острови
- Agave beauleriana Jacobi
- Agave boldinghiana Trel. – Кюрасао, Бонер
- Agave bovicornuta Gentry – Cowhorn Agave – Чиуауа (Мексико), Синалоа (Мексико), Сонора
- Agave braceana Trel. – Бахамски острови (Абако Бахамски острови)
- Agave bracteosa S.Watson ex Engelm. – Squid Agave – Мексико (Коауила, Нуево Леон)
- Agave brevipetala Trel. – Испаньола
- Agave brevispina Trel. – Испаньола
- Agave brittoniana Trel. – Куба
- Agave bulliana (Baker) Thiede & Eggli – Мексико

### C
- Agave cacozela Trel. – Бахамски острови (остров Eleuthera)
- Agave cajalbanensis A.Álvarez – Куба
- †Agave calodonta A.Berger – изчезнал
- Agave cantala (Haw.) Roxb. ex Salm-Dyck – Cantala, Maguey de la India – Мексико, Салвадор, Хондурас
- Agave capensis Gentry – Южна Долна Калифорния
- Agave caribaeicola Trel. – Малки Антили
- Agave caymanensis Proctor – Кайманови острови
- Agave cerulata Trel. – Долна Калифорния
- Agave chazaroi A.Vázquez & O.M.Valencia – Халиско
- Agave chiapensis Jacobi – Оахака (Мексико), Чиапас, Гватемала
- Agave chrysantha Peebles Златно цвете Столетник – Аризона
- Agave chrysoglossa I.M.Johnst. – Долна Калифорния, Сонора
- Agave cocui Trel. – Колумбия, Венецуела (вкл. о-в Маргарита), Аруба, Бонер, Кюрасао
- Agave collina Greenm. – Морелос (Мексико), Гереро (Мексико)
- Agave colorata Gentry – Mescal ceniza – Синалоа (Мексико), Сонора
- Agave congesta Gentry – Чиапас
- Agave convallis Trel. – Оахака (Мексико)
- Agave cundinamarcensis A.Berger – Колумбия
- Agave cupreata Trel. & A.Berger – Гереро (Мексико), Мичоакан (Мексико)

### D
- Agave dasylirioides Jacobi & C.D.Bouché – Морелос (Мексико)
- Agave datylio F.A.C.Weber – Южна Долна Калифорния
- Agave demeesteriana Jacobi – Синалоа (Мексико), Веракрус (Мексико)
- Agave decipiens Baker – False Sisal – Флорида; naturalised в parts of Africa
- Agave delamateri W.C.Hodgs. & Slauson – Аризона
- Agave deserti Engelm. – Пустинен Столетник, Desert Agave, Maguey de Desierto – Долна Калифорния, California, Аризона
- Agave difformis A.Berger – Идалго (Мексико), Сан Луис Потоси (Мексико)
- Agave durangensis Gentry – Дуранго, Сакатекас (Мексико)
- Agave dussiana Trel. – Малки Антили

### E
- Agave eggersiana Trel. – Eggers' Столетник, St. Croix Agave – US Virgin Islands (Saint Croix, Американски Вирджински острови
- Agave ehrenbergii Jacobi – Куба
- Agave ellemeetiana Jacobi – Веракрус (Мексико)
- Agave ensifera Jacobi
- Agave evadens Trel. – Тринидад, Венецуелски Антили (Isla Margarita)

### F
- Agave felgeri Gentry – Mescalito – Сонора
- Agave filifera Salm-Dyck – Thread-leaf Agave – Керетаро (Мексико), Агуаскалиентес (Мексико), Идалго (Мексико), Сан Луис Потоси (Мексико)
- Agave flexispina Trel. – Чиуауа (Мексико), Дуранго
- Agave fortiflora Gentry – Сонора
- Agave fourcroydes Lem. – Henequen, Maguey Henequen, Mexican Sisal – Мексико, Гватемала; натурализирано в Антилските острови, Италия, Канарски острови
- Agave funkiana K.Koch & C.D.Bouché – Ixtle de Jaumav – Мексико (Тамаулипас (Мексико) to Чиапас)

### G
- Agave garciae-mendozae Galván & L.Hern. – Идалго (Мексико)
- Agave geminiflora (Tagl.) Ker Gawl. – Наярит (Мексико)
- Agave gentryi B.Ullrich – Нуево Леон (Мексико), Керетаро (Мексико)
- Agave ghiesbreghtii Lem. ex Jacobi – Мексико, Гватемала
- Agave gigantensis Gentry – Sierra de la Giganta в Южна Долна Калифорния
- Agave gilbertii A.Berger – Мексико
- Agave × glomeruliflora (Engelm.) A.Berger = A. havardiana × A. lechuguilla – Коауила, western Тексас
- Agave gomezpompae Cházaro & Jimeno-Sevilla – Веракрус (Мексико)
- Agave gracilipes Trel. – Maguey de pastizal, Slimfoot Столетник – Чиуауа (Мексико), Южно Ню Мексико, Западен Тексас
- Agave grisea Trel. – Куба
- Agave guadalajarana Trel. – Maguey chato – Халиско, Наярит (Мексико)
- Agave guiengola Gentry – Оахака (Мексико)
- Agave gypsophila Gentry – Colima, Гереро (Мексико), Халиско

### H
- Agave harrisii Trel. – Ямайка
- Agave havardiana Trel. – Havard's Столетник, Chisos Agave, Maguey de Havard – Чиуауа (Мексико), Коауила, Тексас
- Agave hiemiflora Gentry – Чиапас, Гватемала
- Agave hookeri Jacobi – Халиско, Мичоакан (Мексико)
- Agave horrida Lem. ex Jacobi – Морелос (Мексико), Веракрус (Мексико), Оахака (Мексико)
- Agave hurteri Trel. – Гватемала

### I–J
- Agave impressa Gentry – Синалоа (Мексико)
- Agave inaequidens K.Koch – Мексико
- Agave inaguensis Trel. – Бахамски острови (Inagua), Търкс и Кайкос
- Agave indagatorum Trel. – Бахамски острови (Watling Island)
- Agave intermixta Trel. – Хаити
- Agave isthmensis A.García-Mend. & F.Palma – Оахака (Мексико), Чиапас
- Agave jaiboli Gentry – Сонора, Чиуауа (Мексико)
- Agave jarucoensis A.Álvarez – Куба

### K–L
- Agave karatto Mill. – Малки Антили, Нидерландски Антили
- Agave karwinskii Zucc. – Оахака (Мексико), Пуебла (Мексико)
- Agave kerchovei Lem. – Идалго (Мексико), Оахака (Мексико), Пуебла (Мексико)
- Agave kewensis Jacobi – Чиапас
- Agave lagunae Trel. – Гватемала (Аматитлан)
- Agave lechuguilla Torr. – Agave lechuguilla, Lecheguilla, Lechuguilla, Maguey lechuguilla – Северно Мексико, Ню Мексико, Тексас
- Agave longipes Trel. – Ямайка

### M
- Agave macroacantha Zucc. – Пуебла (Мексико), Оахака (Мексико)
- Agave manantlanicola Cuevas & Santana-Michel – Халиско
- Agave mapisaga Trel. – Мексико
- Agave margaritae Brandegee – Южна Долна Калифорния
- Agave marmorata Roezl – Пуебла (Мексико), Оахака (Мексико)
- Agave maximiliana Baker – Мексико
- Agave mckelveyana Gentry
- Agave microceps (Kimnach) A.Vázquez & Cházaro – Синалоа (Мексико)
- Agave millspaughii Trel. – Бахамски острови (Exuma)
- Agave minor Proctor – Пуерто Рико
- Agave missionum Trel. – Corita – Пуерто Рико, Американски Вирджински острови
- Agave mitis Mart. – Идалго (Мексико)
- Agave montana Villarreal – Нуево Леон (Мексико)
- Agave montium-sancticaroli García-Mend. – Тамаулипас (Мексико)
- Agave moranii Gentry – Долна Калифорния
- Agave multifilifera Gentry – Чиуауа (Мексико), Дуранго, Синалоа (Мексико)
- Agave murpheyi Gibson – Maguey Bandeado, Murphey Agave, Murphey's Столетник, Hohokam Agave – Аризона, Сонора

### N
- Agave nashii Trel. – Бахамски острови (Inagua)
- Agave Наярит (Мексико)ensis Gentry – Синалоа (Мексико), Наярит (Мексико)
- Agave neglecta Small – Wild Столетник – Флорида
- Agave nickelsiae Rol.-Goss. – Коауила
- Agave nizandensis Cutak – Dwarf Octopus Agave – Оахака (Мексико)
- Agave nuusaviorum García-Mend. – Оахака (Мексико)

### O
- Agave obscura Schiede ex Schltdl. – Мексико
- Agave ocahui Gentry – Сонора
- Agave ornithobroma Gentry – Maguey pajarito – Наярит (Мексико), Синалоа (Мексико)
- Agave oroensis Gentry – Сакатекас (Мексико)
- Agave ortgiesiana (Baker) Trel. в L.H.Bailey – Colima, Халиско
- Agave ovatifolia G.D.Starr & Villarreal – Нуево Леон (Мексико)

### P
- Agave pachycentra Trel. – Чиапас, Гватемала, Салвадор, Хондурас
- Agave palmeri Engelm. – Maguey de tlalcoyote, Palmer Agave, Palmer Столетник, Столетник на Палмър – Сонора, Чиуауа (Мексико), Аризона, New Мексико
- Agave papyrocarpa Trel. – Куба (Isla de la Juventud)
- Agave parrasana A.Berger – Коауила
- Agave parryi Engelm. – Mezcal yapavai, Parry Agave, Parry's Agave – Чиуауа (Мексико), Дуранго, Guanajuato, Аризона, New Мексико, Тексас
- Agave parvidentata Trel. – Салвадор, Хондурас
- Agave parviflora Torr. в W.H.Emory – Maguey sbari, Smallflower Agave, Smallflower Столетник, Little Princess Agave – Аризона, Сонора, Чиуауа (Мексико)
- Agave peacockii Croucher – Пуебла (Мексико), Оахака (Мексико)
- Agave pelona Gentry – Bald Agave – Сонора
- Agave pendula Schnittsp. – Чиапас, Веракрус (Мексико), Гватемала
- Agave petiolata Trel. – Кюрасао
- Agave petrophila A.García-Mend. & E.Martínez – Пуебла (Мексико), Оахака (Мексико), Гереро (Мексико)
- Agave phillipsiana W.C.Hodgs. – Аризона (САЩ)
- Agave pintilla S.González – Дуранго
- Agave polianthiflora Gentry – Чиуауа (Мексико), Сонора
- Agave polyacantha Haw. – Оахака (Мексико), Сан Луис Потоси (Мексико), Тамаулипас (Мексико), Веракрус (Мексико)
- Agave potatorum Zucc. – Drunkard Agave – Пуебла (Мексико), Оахака (Мексико)
- Agave potreriana Trel. – Мексико
- Agave promontorii Trel. – Южна Долна Калифорния
- Agave × pumila De Smet ex Baker = A. asperrima × A. nickelsiae – Коауила

### R
- Agave rhodacantha Trel. – Мексико
- Agave rovelliana Tod. – Тексас
- Agave rutteniae Hummelinck – Аруба
- Agave rzedowskiana P.Carrillo – Синалоа (Мексико), Халиско

### S
- Agave salmiana Otto ex Salm-Dyck – Pulque, Maguey, Maguey de montaña – Мексико; натурализирано в Северна Африка, Канарски острови
- Agave scaposa Gentry – Оахака (Мексико), Пуебла (Мексико)
- Agave schidigera Lem. – северен + централно Мексико
- Agave schneideriana A.Berger – Пуебла (Мексико)
- Agave schottii Engelm. – Maguey puercoesp n, Schott Agave, Schott's Столетник, Shindagger, Leather Agave – Сонора, Аризона, New Мексико
- Agave sebastiana Greene – Долна Калифорния
- Agave seemanniana Jacobi – Оахака (Мексико), Чиапас, Costa Rica, Nicaragua, Гватемала, Хондурас
- Agave shaferi Trel. – Куба
- Agave shawii Engelm. – Coastal Agave, Maguey primavera – Долна Калифорния, California (San Diego County, California)
- Agave shrevei Gentry – Чиуауа (Мексико), Сонора
- Agave sisalana Perrine – Maguey de Sisal, Sisal, Sisal Hemp – Чиапас; widely cultivated for fiber; натурализирано в Spain, Ecuador, Queensland, Централно America, parts of Asia + Africa, множество острови
- Agave sobolifera Houtt. – Куба, Ямайка
- Agave sobria Brandegee – Южна Долна Калифорния
- Agave spicata Cav. – Идалго (Мексико)
- Agave striata Zucc. – североизточно Мексико
- Agave stricta Salm-Dyck – Оахака (Мексико), Пуебла (Мексико)
- Agave stringens Trel. – Халиско
- Agave subsimplex Trel. – Сонора

### T
- Agave tecta Trel. – Гватемала
- Agave tenuifolia Zamudio & E.Sánchez – Керетаро (Мексико)
- Agave tequilana F.A.C.Weber – Mezcal azul tequilero, Tequila Agave, Weber Blue Agave – Мексико
- Agave thomasiae Trel. – Гватемала
- Agave titanota Gentry – Пуебла (Мексико), Оахака (Мексико)
- Agave toumeyana Trel. – Toumey Agave, Toumey's Столетник – Аризона
- Agave triangularis Jacobi – Пуебла (Мексико), Оахака (Мексико)
- Agave tubulata Trel. – Куба
- Agave turneri R.H.Webb & Salazar-Ceseña – Долна Калифорния

### U–V
- Agave underwoodii Trel. – Куба
- Agave univittata Haw. – Мексико, Тексас
- Agave utahensis Engelm. в S.Watson – Utah Agave – Utah, Невада (САЩ), California, Аризона
- Agave valenciana Cházaro & A.Vázquez – Халиско
- Agave vazquezgarciae Cházaro & J.A.Lomelí – Халиско
- Agave vera-cruz Mill. – Веракрус (Мексико), Оахака (Мексико); натурализирано в Индийския субконтинент, Тайланд, множество острови
- Agave vicina Trel. – Нидерландски Антили, Венецуелски Антили
- Agave victoriae-reginae T.Moore – Queen Victoria's Agave – Коауила, Нуево Леон (Мексико), Дуранго
- Agave vilmoriniana A.Berger – Octopus Agave – Мексико
- Agave vivipara L. – Нидерландски Антили, Венецуелски Антили; naturalised в parts of Австралия + Africa
- Agave vizcainoensis Gentry – Южна Долна Калифорния

### W–Z
- Agave wallisii Jacobi – Колумбия
- Agave warelliana Baker – Веракрус (Мексико), Оахака (Мексико), Чиапас
- Agave weberi J.F.Cels ex J.Poiss. – Maguey liso, Weber's Столетник, Weber Agave – Сан Луис Потоси (Мексико), Тамаулипас (Мексико); натурализирано в southern Тексас
- Agave wercklei F.A.C.Weber ex Wercklé – Costa Rica; naturalised в parts of Africa
- Agave wildingii Tod. – Куба
- Agave wocomahi Gentry – Сонора, Чиуауа (Мексико), Дуранго, Синалоа (Мексико), Халиско
- Agave xylonacantha Salm-Dyck – Столетник, Maguey diente de tiburn – Идалго (Мексико), Сан Луис Потоси (Мексико)
- Agave zebra Gentry – Сонора

### Видове влизащи в рода при бивши категоризации
1. Agave alibertii, syn of Manfreda virginica
2. Agave argyrophylla, syn of Furcraea parmentieri
3. Agave aspera, syn of Furcraea hexapetala
4. Agave australis, syn of Furcraea hexapetala
5. Agave bicolor, syn of Polianthes bicolor
6. Agave × blissii, syn of Polianthes × blissii
7. Agave brachystachys, syn of Manfreda scabra
8. Agave brunnea, syn of Manfreda brunnea
9. Agave bulbosa, syn of Furcraea foetida
10. Agave × bundrantii, syn of Polianthes × bundrantii
11. Agave campanulata, syn of Furcraea tuberosa
12. Agave chamelensis, syn of Manfreda chamelensis
13. Agave commelyni, syn of Furcraea foetida
14. Agave conduplicata, syn of Manfreda virginica
15. Agave confertiflora, syn of Polianthes densiflora
16. Agave cubensis, syn of Furcraea hexapetala
17. Agave debilis, syn of Manfreda pringlei
18. Agave dolichantha, syn of Polianthes longiflora
19. Agave drimiifolia, syn of Manfreda undulata
20. Agave duplicata, syn of Polianthes geminiflora
21. Agave foetida, syn of Furcraea foetida
22. Agave funifera, syn of Hesperaloe funifera
23. Agave fusca, syn of Manfreda fusca
24. Agave galvaniae, syn of Manfreda galvaniae
25. Agave gigantea, syn of Furcraea foetida
26. Agave gracilis A.Berger 1915 not Jacobi 1871 nor A.García-Mend. & E.Martínez 1998, syn of Manfreda elongata
27. Agave gracillima, syn of Manfreda elongata
28. Agave guttata, syn of Manfreda guttata
29. Agave hauniensis, syn of Manfreda hauniensis
30. Agave hexapetala, syn of Furcraea hexapetala
31. Agave howardii, syn of Polianthes howardii
32. Agave humilis, syn of Manfreda scabra
33. Agave involuta, syn of Manfreda involuta
34. Agave jaliscana, syn of Manfreda jaliscana
35. Agave langlassei, syn of Manfreda scabra
36. Agave lata, syn of Manfreda virginica
37. Agave littoralis, syn of Manfreda littoralis
38. Agave longibracteata, syn of Manfreda longibracteata
39. Agave longiflora, syn of Manfreda longiflora
40. Agave maculata, syn of Manfreda maculosa
41. Agave maculosa, syn of Manfreda maculosa
42. Agave madagascariensis, syn of Furcraea foetida
43. Agave michoacana, syn of Polianthes michoacana
44. Agave neonelsonii, syn of Polianthes nelsonii
45. Agave neopringlei, syn of Polianthes pringlei
46. Agave odorata, syn of Furcraea hexapetala
47. Agave oliveriana, syn of Manfreda scabra
48. Agave pallida, syn of Manfreda virginica
49. Agave palustris, syn of Polianthes palustris
50. Agave planifolia, syn of Manfreda planifolia
51. Agave platyphylla, syn of Polianthes platyphylla
52. Agave polianthes, syn of Polianthes tuberosa
53. Agave polianthoides, syn of Manfreda scabra
54. Agave potosina, syn of Manfreda potosina
55. Agave pratensis, syn of Manfreda rubescens
56. Agave producta, syn of Polianthes elongata
57. Agave protuberans, syn of Manfreda guttata
58. Agave pubescens, syn of Manfreda pubescens
59. Agave revoluta, syn of Manfreda revoluta
60. Agave rosei, syn of Polianthes montana
61. Agave roseopictus, syn of Breynia disticha
62. Agave saponaria, syn of Manfreda scabra
63. Agave scabra Ortega 1797 not Salm-Dyck 1859, syn of Manfreda scabra
64. Agave sessiliflora, syn of Manfreda scabra
65. Agave sileri, syn of Manfreda sileri
66. Agave singuliflora, syn of Manfreda singuliflora
67. Agave spinosa, syn of Furcraea tuberosa
68. Agave stictata, syn of Manfreda maculata
69. Agave tigrina, syn of Manfreda virginica
70. Agave toneliana, syn of Furcraea parmentieri
71. Agave tuberosa Mill. 1768 not (L.) Thiede & Eggli 1999, syn of Furcraea tuberosa
72. Agave undulata, syn of Manfreda undulata
73. Agave variegata, syn of Manfreda variegata
74. Agave virginica L. 1753 not Mill. 1768 nor Baker 1883, syn of Manfreda virginica

## Други
На столетника е наречена улица в квартал „Орландовци“ в София (Карта).